# Oecetis multipunctata
Oecetis multipunctata är en nattsländeart som beskrevs av Georg Ulmer 1916. Oecetis multipunctata ingår i släktet Oecetis och familjen långhornssländor. Inga underarter finns listade i Catalogue of Life.